# Kees Vlaardingerbroek
Léo Cornelis Kees Vlaardingerbroek, née le 9 juin 1962 à Ermelo, est un musicologue néerlandais. Pendant dix-sept ans, Kees Vlaardingerbroek a dirigé le NTR ZaterdagMatinee, une institution de la musique classique. Son engagement en faveur de la démocratisation de la musique classique aux Pays-Bas est internationalement reconnu.

## Carrière
Vlaardingerbroek a obtenu sa maîtrise en musicologie à l'Université d'Utrecht en 1986.
Il a travaillé comme journaliste musical pour les magazines Vrij Nederland, Luister, Mens et Melodie. Il a publié deux articles scientifiques dans Informazioni e studi vivaldiani. En 1991, son étude sur le journal de voyage de Jan Alensoon a été publiée dans Music & Letters. Avec Rudolf Rasch, il a coédité un ouvrage sur Unico Wilhelm van Wassenaer.
À partir du 1ᵉʳ mars 2006, Vlaardingerbroek a exercé en tant que directeur artistique du NTR ZaterdagMatinee, une série de concerts hebdomadaires au Koninklijk Concertgebouw d'Amsterdam. En 2019, il a exprimé des critiques sur la montée du relativisme culturel, du néolibéralisme et de la politique identitaire dans le monde de la musique. Le 1ᵉʳ mars 2023, il a quitté son poste de directeur artistique du NTR ZaterdagMatinee, invoquant un désaccord avec la direction de la NTR concernant le budget de programmation, un départ totalement inattendu pour le grand public. La direction de la NTR a nié avoir ignoré ses propositions.

## Vie personnelle
Kees Vlaardingerbroek est surtout connu pour être le père d’Eva Vlaardingerbroek, militante politique d'extrême droite antiféministe et complotiste. En 2023, père et fille, de confession protestante, se sont convertis au catholicisme, qu’il considère comme le gardien du patrimoine culturel occidental.